# Ibrahim Mohamed Solih
Ibrahim Mohamed Solih (in maldiviano އިބްރާހީމް މުޙައްމަދު ޞާލިޙު; Hinnavaru, 4 maggio 1964) è un politico maldiviano, Presidente delle Maldive dal 17 novembre 2018 al 17 novembre 2023.
Solih è stato eletto per la prima volta al Majlis popolare nel 1994, all'età di 30 anni, come deputato del suo atollo natale di Faadhippolhu. Ha svolto un ruolo di primo piano nella formazione del Partito Democratico delle Maldive e del Movimento di riforma politica delle Maldive dal 2003 al 2008, che ha portato il paese ad adottare una nuova costituzione moderna e all'instaurazione di una democrazia multipartitica per la prima volta nella sua storia. Solih era anche un membro anziano del parlamento. Solih è stato eletto presidente delle Maldive il 23 settembre 2018 in seguito alle elezioni presidenziali del 2018.

## Biografia
Solih è nato a Hinnavaru, Maldive, comunemente conosciuto come Ibu Si è trasferito a Malé in giovane età per motivi di studio, città dove da allora risiede. È uno di 13 figli. Solih ha completato la sua istruzione secondaria alla Majeedhiyya School Malé. Durante i suoi giorni di scuola, era uno studente popolare e prendeva parte a diverse attività scolastiche, soprattutto legate allo sport. È il primo presidente in assoluto delle Maldive a non aver mai cercato un'istruzione superiore a quella secondaria.
Solih era uno degli amici più stretti dell'ex presidente Mohamed Nasheed, che è anche cugino di primo grado della moglie di Solih, Fazna. Solih e Nasheed hanno svolto un ruolo determinante nella creazione di una democrazia multipartitica alle Maldive. Dopo tre anni dall'inizio della sua presidenza, i rapporti tra Solih e Nasheed si deteriorarono a causa di controversie ideologiche all'interno del loro partito.  Ibrahim Mohamed Solih è stato una figura di spicco del partito e ha guidato il primo gruppo parlamentare del Partito Democratico Maldiviano (MDP) nel 2009 fino a quando è stato eletto presidente delle Maldive nel 2018. 

## Vita privata
È sposato con Fazna Ahmed e hanno una figlia di nome Sarah e un figlio di nome Yaman.